# Maytorena
Maytorena es una pueblo del municipio de Empalme que se estableció como una estación de ferrocarril, ubicada en el sur del estado mexicano de Sonora. Según los datos del Censo de Población y Vivienda realizado en 2020 por el Instituto Nacional de Estadística y Geografía (INEGI), Maytorena tiene un total de 450 habitantes.

## Geografía
Maytorena se sitúa en las coordenadas geográficas 28°04'34" de latitud norte y 110°44'47" de longitud oeste del meridiano de Greenwich, a una elevación de 43 metros sobre el nivel del mar, cerca fluye el río Mátape.